# Референдум в Литве (1991)
Опрос о независимости Литвы от СССР (лит. Gyventojų visuotinė apklausa dėl Lietuvos Respublikos nepriklausomybės) был проведён 9 февраля 1991 года. На нём был вынесен следующий вопрос:

Вы за то, чтобы Литовское государство было независимой демократической республикой?
Оригинальный текст (лит.)Ar jūs už tai, kad Lietuvos valstybė būtų nepriklausoma demokratinė respublika?

  За восстановление независимости проголосовали около трёх четвертей зарегистрированных избирателей, при явке превысившей 80 %. Независимость была объявлена 11 марта 1990 года и была достигнута в августе 1991 года после провала путча ГКЧП в Москве.

## Результаты
| Да или нет                                                  | Голосов | Процент  |
| ----------------------------------------------------------- | ------- | -------- |
| Да                                                          | 2028339 | 90,24 %  |
| Нет                                                         | 147040  | 6,54 %   |
| Всего голосов                                               | 2247810 | 100,00 % |
| Явка                                                        | 84,74 % | 84,74 %  |
| Электорат                                                   | 2652738 | 2652738  |
| Источник: Lietuvos Respublikos vyriausioji rinkimų komisija |         |          |